# Deutsches Sattelschwein

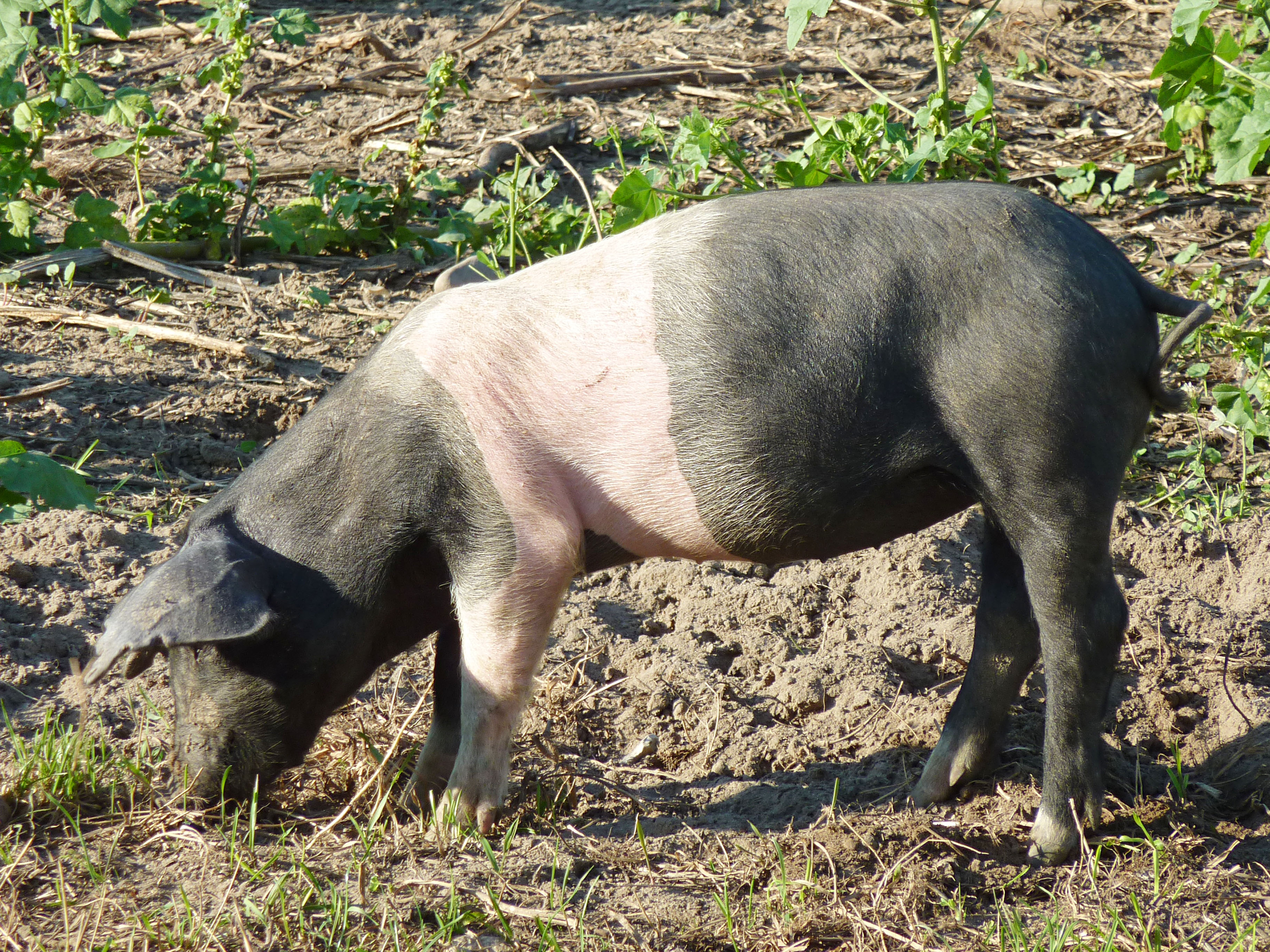
Junges Deutsches Sattelschwein im Berliner Freilandmuseum Domäne Dahlem

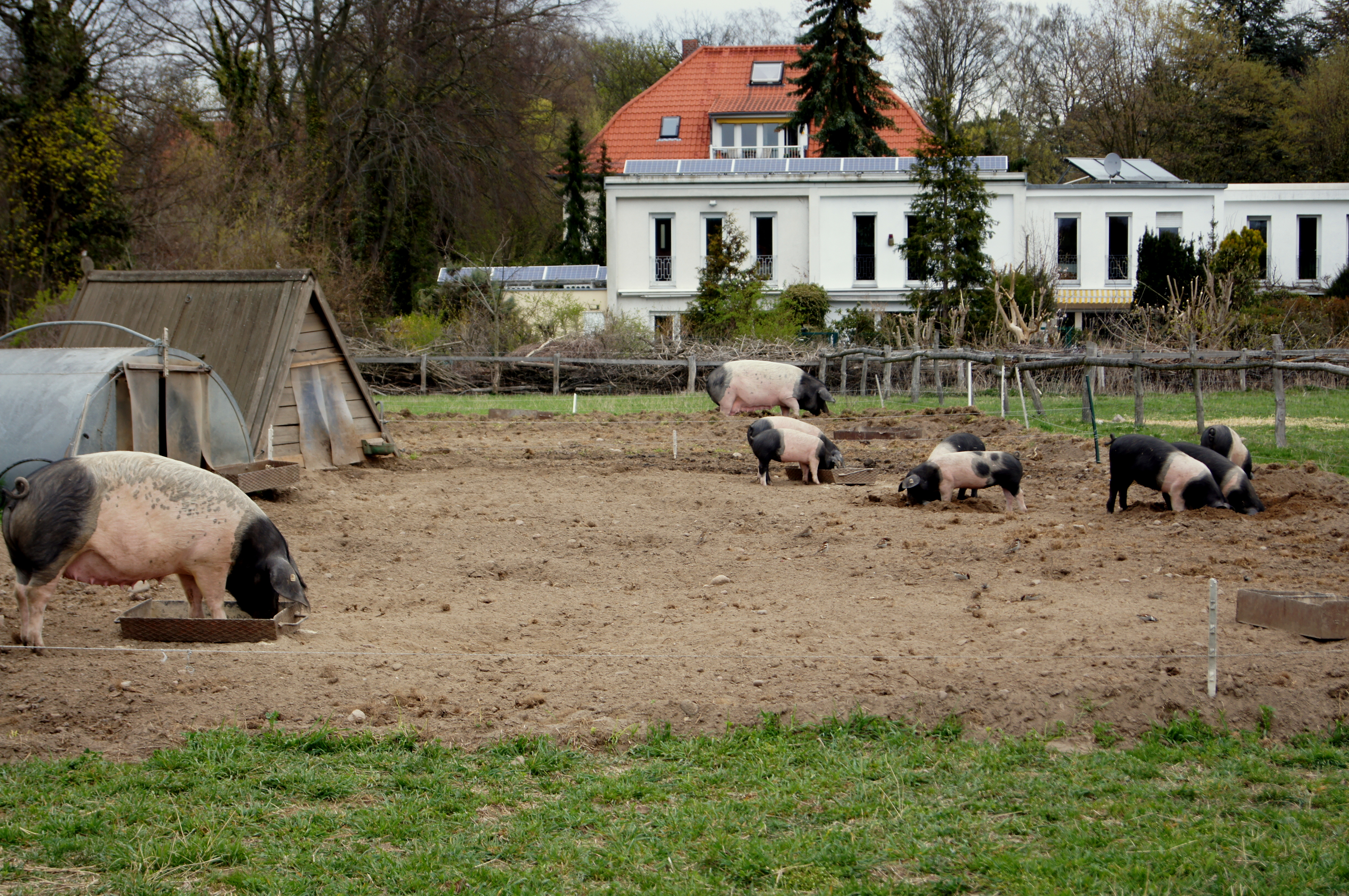
Sauen mit Ferkel in der Domäne Dahlem

Das Deutsche Sattelschwein ist eine Rasse des Hausschweins und die gefährdete Nutztierrasse des Jahres 2006. Das Tier hat seinen Namen von seiner Färbung: Die schwarze Grundfarbe wird in der Mitte von einem hellen „Sattel“ unterbrochen.
Die Sau wiegt etwa 300 kg und kann pro Jahr 22 Ferkel zur Welt bringen.
Sattelschweine gelten als sehr gute Mütter, die auch unter ungünstigen Bedingungen im Freiland ihre Ferkel aufziehen. Die Landrasse ist weidetauglich, gilt als robust und besitzt eine hohe Fleischqualität. Da das Fleisch nicht so mager ist, wie von den Verbrauchern heute gewünscht, ist das Tier bei Bauern und Verarbeitern nicht mehr so beliebt.
Das Deutsche Sattelschwein entstand in der Nachkriegszeit in der DDR aus einer Kreuzung von Angler Sattelschwein und Schwäbisch-Hällischem Landschwein. In der DDR wurde die Kreuzung dann zur Rasse Deutsches Sattelschwein entwickelt und war anfänglich sehr verbreitet. Aufgrund des genetisch bedingten hohen Fettanteils wurde die gute Mutterrasse wirtschaftlich zusehends uninteressant.
Die in Schleswig-Holstein beheimatete Ursprungsrasse Angler Sattelschwein war nach der deutschen Wiedervereinigung bis auf wenige Sauen und einen Eber ausgestorben. Zuchttiere aus der aufgelösten Genreserve des ehemaligen Volkseigenen Gutes in Hirschfeld verhalfen hier zur Blutauffrischung.
Angler Sattelschwein ist inzwischen nur noch die regionale schleswig-holsteinische Bezeichnung des dort wieder vermehrt gezüchteten Deutschen Sattelschweines.
Auch die in Baden-Württemberg beheimateten Schwäbisch-Hällischen Landschweine sind mit den Deutschen Sattelschweinen sehr eng verwandt. Zur Vermeidung von Inzucht der recht kleinen Populationen werden Eber ausgetauscht. Schwäbisch-Hällische Schweine sind heller, etwas länger und etwas fleischreicher als die Deutschen Sattelschweine.
Die Zuchtziele der verschiedenen Sattelschweine Deutschlands sind allerdings identisch.